# Edwin Swatek
Edwin Paul Swatek (ur. 7 stycznia 1885 w Chicago, zm. 2 stycznia 1966 w Oxnard) – amerykański piłkarz wodny i pływak, medalista olimpijski z igrzysk w 1904 w Saint Louis.
Razem z klubem Chicago Athletic Association zdobył srebrny medal w turnieju piłki wodnej. Wystąpił również w pływaniu na 100 jardów stylem grzbietowym zajmując 5. lub 6. miejsce na 6 startujących.